# Johnny Palermo
John Joseph „Johnny” Palermo (ur. 1 marca 1982 w Rochester, zm. 8 czerwca 2009 w North Hollywood) – amerykański aktor telewizyjny i filmowy.
Wystąpił w ponad 30 programach telewizyjnych i kilkunastu serialach. 
Zginął w wieku 27 lat w wypadku samochodowym w North Hollywood.

## Filmografia
- 2004: Dowody zbrodni (Cold Case) jako Ken Mazzacone
- 2005: Sissy Frenchfry (film krótkometrażowy) jako Ross
- 2005: Szpital miejski (General Hospital) jako Vinnie
- 2005: Dni naszego życia (Days of Our Lives) jako Marine Medic
- 2005: Passions jako Jon
- 2005: Bez śladu (Without a Trace) jako policjant
- 2006: Campus Ladies jako T-Man - Frat Guy
- 2006: To tylko gra (Just for Kicks) jako Evan Ribisi
- 2006: Czas na Briana (What About Brian) jako sprzedawca
- 2006: Wszyscy nienawidzą Chrisa (Everybody Hates Chris) jako Frank DiPaolo
- 2007: Ostry dyżur jako Scanaloni
- 2007: Szpital miejski (General Hospital) jako pomocnik kelnera
- 2008: CSI: Kryminalne zagadki Nowego Jorku jako Ronnie Hall
- 2008: Jak poznałem waszą matkę (How I Met Your Mother) jako chłopak w kawiarni
- 2009: Pizza with Bullets jako Don Vito
- 2009: CSI: Kryminalne zagadki Miami jako Louie Clayton
- 2009: Sposób użycia (Rules of Engagement) jako Rocco
- 2009: Angel of Death jako Leroy